# Star Trek: The Fall
Star Trek: The Fall ist eine fünfteilige, US-amerikanische Romanserie von 2013. Es handelt sich um offiziell lizenzierte Romane, deren Handlung innerhalb eines 60-tägigen Zeitraums des Jahres 2385 im fiktiven Star-Trek-Universum spielt. Sie gehören zur literarischen Fortsetzung mehrerer, im 24. Jahrhundert spielender Star-Trek-Fernsehserien. Verbindendes Thema ihrer Handlung ist ein Mordanschlag auf die Präsidentin der Vereinten Föderation der Planeten und dessen anschließende Aufklärung, an der Besatzungsmitglieder der Raumschiffe Enterprise und Titan sowie der Raumstation Deep Space Nine beteiligt sind.
Die deutschen Ausgaben erschienen 2015 und 2016 bei Cross Cult, übersetzt von René Ulmer (Band 1) und Christian Humberg (Band 2–5). Einige der englischen Originalausgaben waren zwischen Oktober 2013 und Januar 2014 in der Bestseller-Liste der New York Times platziert, und zwar in der Kategorie „Paperback Mass-Market Fiction“.

## Handlung

### Erkenntnisse aus Ruinen
2385, etwa zwei Jahre nach der Zerstörung der Raumstation Deep Space Nine, hat die Sternenflotte nahe Bajor eine neue, größere Raumstation namens Deep Space Nine bauen lassen. Seitdem Kira Nerys mit ihrem Shuttle im bajoranischen Wurmloch ein feindliches Raumschiff gerammt hat, ist das bajoranische Wurmloch kollabiert. Bei der Einweihungszeremonie für die neue DS9 sind über 3000 Personen anwesend, darunter auch Sisko und andere frühere Besatzungsmitglieder. Als Nanietta Bacco, die Präsidentin der Föderation, vor der Besatzung und den Gästen mit ihrer Einweihungsrede beginnen will, wird sie durch Schüsse aus einer Projektilwaffe tödlich verletzt. Als dringend Tatverdächtige wird rasch die Bajoranerin Enkar Sirsy verhaftet, die die Stabschefin der bajoranischen Premierministerin Asarem Wadeen ist. Sie kann sich an die Tat nicht erinnern, ist aber dennoch von ihrer Schuld überzeugt.
Kira Nerys gilt offiziell als vermisst, inoffiziell als tot. Bei der Kollision ihres Shuttles im Wurmloch gelangt sie zu den Propheten und hat im Himmlischen Tempel eine Drehkörper-Erfahrung. Darin findet sie sich in der Rolle der Bajoranerin Keev Anora wieder. Sie schließt sich einer Widerstandsgruppe an, die bajoranische Sklaven durch ein geheimes Tunnelsystem bis zu der Stadt Joradell führt. Zu der Gruppe, die Gilde genannt wird, gehört auch der Bajoraner Altek Dans, in den sich Keev verliebt.
Unterdessen findet man auf DS9 heraus, dass Sirsy wahrscheinlich nicht selbst verantwortlich für das Mordattentat ist, sondern mit Hilfe eines ihr unter die Haut implantierten Chips lediglich dafür benutzt wurde. Als man ermittelt, dass der Chip Tzenkethi-DNS aufweist, öffnet sich plötzlich das Wurmloch und ein kleines Raumschiff nähert sich der Station. Auf der Ops materialisiert Altek Dans und im Frachtraum – Taran’atar gegenüberstehend – Kira Nerys.

### Der karminrote Schatten
In der cardassianischen Union steht die Wahl um das Amt des Kastellans, d. h. des Regierungschefs, bevor. Amtsinhaberin Rakena Garan, deren politische Reputation vom Einhalten der Allianz Cardassias mit der Föderation abhängt, stellt sich zur Wiederwahl. Die neue, nationalistische Partei Cardassias Front unter der Führung von Evek Temet ist gegen Garans föderationsfreundlichen Kurs und ist in Garans Augen deshalb eine Gefahr für die Allianz. Die Enterprise-E ist bei Cardassia Prime, um ein dort geplantes Treffen von Föderationspräsidentin Bacco mit Garan vorzubereiten. In der Situation wird auf Cardassia Prime die Leiche eines bajoranischen Sternenflottenoffiziers aufgefunden. Die Cardassianerin Arati Mhevet ist leitende Ermittlerin in dem Mordfall. Elim Garak, Botschafter Cardassias bei der Föderation, setzt in Kooperation mit Picard das cardassianische Enterprise-Crewmitglied Glinn Dygan als Undercover-Ermittler Blok im cardassianischen Stadtbezirk Nord-Torr ein, einer Hochburg von Cardassias Front, die Garak von unabhängiger Seite beobachten lassen möchte. Als Blok alias Dygan durch Mhevet verhaftet wird, erpresst Garak mit der Drohung, Informationen aus Mhevets Vergangenheit zu enthüllen, von Mhevet die Erlaubnis, Dygan weiter als Undercover-Ermittler einzusetzen. Garak äußert gegenüber Garan seine Überzeugung, dass ein Mitglied der cardassianischen Terrorgruppe Wahrer Weg für den inzwischen bekannt gewordenen Mord an Bacco verantwortlich ist und dass Cardassias Front vom Wahren Weg zur Unterwanderung der cardassianischen Regierung genutzt werden könnte. Kurz nachdem Garan Garaks dringenden Vorschlag abgelehnt hat, seine Erkenntnisse mit Picard zu teilen, explodiert in Garaks Fahrzeug eine Bombe. Indem er sich kurz vor der Explosion weg beamt, entgeht er seinem Tod, den er allerdings mit Picards Hilfe vortäuscht, um Beweise für seine Theorie zu sammeln. Der zufolge ist Crell, der Leiter des cardassianischen Geheimdienstes, in den Mord an Bacco verwickelt. Garan hat früher als bislang verlautbart, von Crells Verstrickung erfahren. Mit dieser Information, deren Bekanntwerden Garans Wiederwahlchancen gefährden würde, erzwingt Garak, dass Garan ihre Kandidatur um das Amt des Kastellans abbricht. Garak kandidiert dann selbst um das Amt.

### Auf verlorenem Posten
Unter den Andorianern hat sich die Fortpflanzungskrise so weit verschärft, dass sie ohne wirksame Gegenmaßnahmen in einigen Jahrzehnten aussterben werden. Shar, der deshalb auf Andor mit Professorin zh’Thiin am wahrscheinlich für ein Heilmittel hilfreichen Shedai-Meta-Genom forscht, wendet sich an seinen früheren Kollegen Dr. Bashir auf DS9 mit der Bitte, dass er forschungsrelevante, geheime Informationen von der Sternenflotte entwenden und zum Erfinden eines wirksamen Gegenmittels verwenden soll. Derweil gibt es auf Andor politischen Streit um zh’Thiins Forschung. Die Tholianer besitzen Informationen über das wahrscheinlich rettende Meta-Genom und hoffen, damit Andor als neues Mitglied des Typhon-Paktes zu gewinnen. Unterdessen hält Ishan Anjar, Interims-Präsident der Föderation, gegen föderationsinterne Widerstände ein Embargo gegen Andor aufrecht, auch mit Hilfe der von Ezri Dax kommandierten Aventine. Sarina Douglas, stellvertretende Sicherheitschefin von DS9 und insgeheim Mitarbeiterin der Sektion 31, hilft Bashir dabei, mit Hilfe der Sektion die Geheiminformationen über das Meta-Genom zu erhalten. Über diese verfügend und seine Vorgesetzten belügend, setzt sich Bashir heimlich nach Bajor ab, wo er mit vier der anerkanntesten, auf Gentechnologie spezialisierten Forscher der Föderation, darunter auch Dr. Pulaski, nach einem Heilmittel für die andorianische Fortpflanzungskrise forscht. Bashirs Heimlichtuerei bleibt der Sternenflottenführung nicht lange verborgen, sodass Ro auf Anjars Weisung hin die Forscher verhaften muss. Bei der Verhaftung teilt Bashir Ro mit, dass er in der Tat ein Heilmittel gefunden hat.
Mit der insgeheimen Hilfe einiger Unterstützer gelingt Bashir der Ausbruch aus seiner Haft auf DS9 und die Flucht in einem Runabout und einem privaten Frachter bis nach Andor. Währenddessen gibt er seinen sofortigen Austritt aus der Sternenflotte bekannt, da er sich stärker dem Hippokratischen Eid als Anjars Befehlen verpflichtet fühlt. Anjar lässt Bashir durch die Aventine verfolgen, um zu verhindern, dass Bashir das Heilmittel, das er selbst im Körper trägt, an die Andorianer übergibt. In Andors Orbit kommt es zu einem Scharmützel zwischen der Aventine, dem Frachter und zwei andorianischen Raumschiffen, wodurch die Aventine antriebslos im Orbit strandet. Mit der Hilfe des Frachterkapitäns und Shars gelangt Bashir zu Prof. zh’Thiin. Indem Shar eine Video-Ansage, in der er das Zurückhalten von die Fortpflanzungskrise lösenden Informationen und das Unterdrücken von Bashirs Hilfsverlangen durch die Regierung anprangert, durch alle Sender auf Andor ausstrahlen lässt, bereitet er den Weg für einen politischen Umsturz: Die bisherige Regierungskoalition wird durch ein Misstrauensvotum entmachtet und durch eine Koalition ersetzt, zu der die bisherigen Oppositionsparteien gehörten. Bashir, zh’Thiin und Shar können das Heilmittel planetenweit verteilen. Dabei erhält Bashir schließlich auch Hilfe durch die Aventine-Kommandantin Dax, die sich damit gegen Anjar stellt. Dieser hat indes nichts unversucht gelassen, Bashir zu stoppen, dazu gehört auch, dass er Admiral Akaar, den Kommandanten der Sternenflotte, in der Befehlskette übergeht. Wegen Befehlsmissachtung wird Dax ihres Kommandos enthoben. Sie und Bashir werden im Auftrag Anjars verhaftet und u. a. wegen Hochverrats angeklagt. Bashir findet sich in einem entlegenen Gefängnisasteroiden wieder. Die neue andorianische Regierung kündigt den Wiedereintritt Andors in die Föderation an. Monate später werden dank des Heilmittels andorianische Kinder geboren.

### Der Giftbecher
Die Titan wird zur Erde zurückbeordert, wo Riker von Akaar zum Admiral befördert wird. Akaar informiert ihn darüber, dass Ishan Anjar, Interims-Präsident der Föderation, den Verdacht ignoriert, dass die cardassianische nationalistische Organisation Wahrer Weg hinter dem Mord an Präsidentin Bacco steckt. Anjar ist stattdessen darauf aus, gegen den Typhon-Pakt als verantwortliche Instanz zu ermitteln.
Parallel dazu wird Titan-Sicherheitschef Tuvok zu einer Geheimmission auf das Raumschiff Snipe berufen. Im Rahmen dieser Mission wird er Teil der Gruppe Active Four, zu der auch Nog von DS9, William T. Rikers Transporterzwilling Thomas Riker sowie zwei Binäre gehören. Sie werden von Velk, dem Stabschef Anjars damit beauftragt, die Mörder von Präsidentin Bacco lebend zu finden und zu ergreifen, von denen Velk und Anjar annehmen, dass es Tzenkethi sind.
Admiral Riker schickt seine erste Offizierin Vale vorübergehend mit dem medizinischen Raumschiff Lionheart auf eine geheime, als Überführungsflug getarnte Mission, um bzgl. der aktuellen Situation zu ermitteln. Sie besucht Dax im Gefängnis und wird anschließend von Sarina Douglas über den wahrscheinlichen Gefangenschaftsort von Julian Bashir informiert. Bashir wurde in Anjars Auftrag dort inhaftiert. Mit der Hilfe von Troi und föderationsfreundlichen Andorianern befreit Vale Bashir und bringt ihn nach Andor, wo er politisches Asyl genießt.
Der Active-Four-Gruppe an Bord des Raumschiffes Snipe, das der mit Velk kooperierende Jan Kincade kommandiert, merkt bald, dass das wahre Ziel der Snipe Cardassianer sind. Sie können vier Angehörige des Wahren Wegs ergreifen. Statt sie aber zur Erde zurückzubringen, müssen sie sie befehlsgemäß zu einer Verhöreinrichtung auf klingonischem Territorium bringen, die von klingonischen Söldnern geleitet wird. Als die Active Four merken, dass Kincade die Gefangenen zu Tode foltert, versuchen Tuvok, Nog und Tom Riker, sie von Planeten fort und in Föderationsgebiet zu bringen. Die Cardassianer sterben in einem Feuergefecht mit den Söldnern, ehe die Titan und – unter Führung von Martok persönlich – zwei klingonische Kriegsschiffe die Verhörbasis angreifen. Nog tötet Kincade, die Titan kann ihn und die restlichen der Active Four rettend an Bord holen. Die klingonischen Kriegsschiffe zerstören die Einrichtung und töten alle dortigen klingonischen Söldner, um die dortige Rolle der Klingonen zu vertuschen.
Die Titan-Crew und Nog finden heraus, dass die Tzenkethi-DNA am Schauplatz von Baccos Ermordung absichtlich platziert wurde, um dem Typhon-Pakt die Schuld für den Mord anzuhängen. Als wahrer Mörder erweist sich der Cardassianer Throk, Mitglied des Wahren Wegs. Ehe Riker oder Akaar Velk offiziell beschuldigen können, legt dieser ggü. Anjar ein Geständnis ab, eine nichtsanktionierte Geheimoperation genehmigt zu haben, wodurch er in Haft kommt. Dadurch vereitelt er, dass eine Kooperation Anjars mit Velks Verhalten offenbar wird. Riker jedoch verdächtigt Anjar, mit Velk zu kooperieren, und möchte deshalb zusammen mit Picard die Intrige offenlegen.

### Königreiche des Friedens
Admiral Riker und Captain Picard kooperieren, um die Verschwörung in der Föderationsregierung zu enthüllen, die in den Mord an Präsidentin Bacco verwickelt ist, und dabei auch Ishan Anjars Rolle offenzulegen. Dieser nutzt insgeheim einen korrupten Sternenflottenadmiral, um die Enterprise-Crew von ihren diesbezüglichen Nachforschungen abzuhalten. An den Ermittlungen der Enterprise nimmt auch ein Außenteam um Dr. Crusher teil, das auf dem bajoranischen Planeten Jevalan eine Spur verfolgt. Das Team findet heraus, dass ein kürzlich verstorbener bajoranischer Arzt vor längerer Zeit die Leiche eines Bajoraners namens Ishan Anjar entdeckt hat. Unter strenger Geheimhaltung macht sich das Team daran, zu den sterblichen Überresten des Bajoraners zu gelangen, um so Beweise für die offensichtlich gefälschte Identität des amtierenden Übergangspräsidenten sicherzustellen. Unterstützt durch Tom Riker kann sich das Team den Versuchen Anjar-treuer Kräfte erwehren, die es vom Beweisesammeln abhalten wollen. Schließlich können Picard und Riker der Staatsanwaltschaft der Föderation Beweise für die gefälschte Identität Anjars übergeben. Die Generalstaatsanwältin Louvois konfrontiert Anjar, der in Wirklichkeit Baras Rodirya heißt, vor dem versammelten Föderationsrat mit der Identitätsfälschung, wodurch er in Haft kommt und als Präsident abberufen wird. Rodirya hatte einst während der Besatzung Bajors durch Cardassia seine Mitschuld an Folter und Mord an inhaftierten Bajoranern vertuscht und zur Vertuschung den falschen Namen angenommen. Außerdem wusste Rodirya frühzeitig von der Verschwörung, durch die Bacco starb.
Schließlich wird Andor erneut Mitglied der Föderation. Die andorianische Regierungschefin Kellessar zh’Tarash wird zudem neue Präsidentin der Föderation.